# 佐久間章
佐久間 章（さくま あきら、1922年12月10日 - 2014年3月15日）は、日本の心理学者。九州大学名誉教授。専門はゲシュタルト心理学。
父は心理学者の佐久間鼎。義兄（姉の夫）は地質学者の松本達郎。姉の夫の父は心理学者の松本亦太郎。

## 経歴
1922年、心理学者・佐久間鼎の長男として、東京に生まれる。1940年、旧制福岡県中学修猷館卒業。1944年、旧制福岡高等学校卒業。1948年、九州大学法文学部哲学科（心理学専攻）卒業。同年、九州大学法文学部副手、文学部助手。1951年、福岡学芸大学（小倉分校）講師。1952年、同大学（福岡分校）講師。1960年、同大学（福岡分校）助教授。1963年、九州大学（教養部）助教授。1968年、同大学（教養部）教授。1986年、熊本工業大学教授、1989年、駒澤大学文学部教授。1999年、勲三等旭日中綬章を受章。

## 著書
- 『児童心理学』第一評論社、1957年3月
- 『教養の心理学』河島書店、1965年6月
- 『人間行動の心理学的考察』アカデミア出版会、1978年4月
- 『ことばの科学』九州大学出版会、1983年3月